# یواس‌اس مک‌کی (تی‌بی-۱۸)
یواس‌اس مک‌کی (تی‌بی-۱۸) (به انگلیسی: USS McKee (TB-18)) یک کشتی بود که طول آن ۱۰۱ فوت ۶ اینچ (۳۰٫۹۴ متر) بود. این کشتی در سال ۱۸۹۸ ساخته شد.